# Erik Dyreborg
Erik Dyreborg (Koppenhága, 1940. január 20. – Herning, 2013. november 12.) válogatott dán labdarúgó, csatár.

## Pályafutása
1958-ban a BK Frem csapatában amatőr játékosként kezdte pályafutását még Poulsen néven. Rögtön az első idényben bajnoki ezüstérmet nyert a csapattal. 1960-ban nyolc dán B-válogatott csapattársa vesztette életét egy légi szerencsétlenségben. Dyreborg annak köszönhette életét, hogy egy másik járattal utazott. 1961-ben a Næstved IF csapatához igazolt.
1967-ben hat alkalommal szerepelt a dán válogatottban és nyolc gólt szerzett. Egy Izland ellen 14–2-es győzelemmel végződő találkozón mutatkozott be a válogatottban, ahol két gólt szerzett és nyolcat előkészített. A dán sportsajtó jelentősen kritizálta, hogy nem voltképes több gólt elérni. 1967. szeptember 24-én a Norvégia elleni találkozó előtt elhatározta, hogy minden lehetséges helyzetet megpróbál értékesíteni és nem fog passzolni csapattársainak. A mérkőzés 5–0-s dán győzelemmel ért véget és Dyreborg szerezte mind az öt gólt.
1968-ban az Egyesült Államokba szerződött profi labdarúgónak a Boston Beacons csapatához és ezzel véget ért válogatottbeli pályafutása. A bostoni csapatban több dán labdarúgóval szerepelt együtt. Az együttes tagja volt Henning Boel, John Steen Olsen, Jørgen Henriksen és John Petersen is. Az amerikai liga egy szezon után pénzügyi csődbe ment, így Dyreborg Hollandiába a Holland Sport csapatához szerződött. Labdarúgó pályafutását a svéd Avesta AIK együttesében fejezte be.

## Sikerei, díjai
BK Frem
- Dán bajnokság
  - 2.: 1958